# تپه بان زرد آلمه قلاغ
تپه بان زرد آلمه قلاغ مربوط به سده‌های اولیه دوران‌های تاریخی پس از اسلام است و در شهرستان بیجار، بخش مرکزی، روستای آلمه قلاغ واقع شده و این اثر در تاریخ ۲۴ فروردین ۱۳۸۲ با شمارهٔ ثبت ۸۰۷۵ به‌عنوان یکی از آثار ملی ایران به ثبت رسیده است.